# Leocereus bahiensis
Leocereus bahiensis és l'única espècie de cactus del gènere Leocereus.

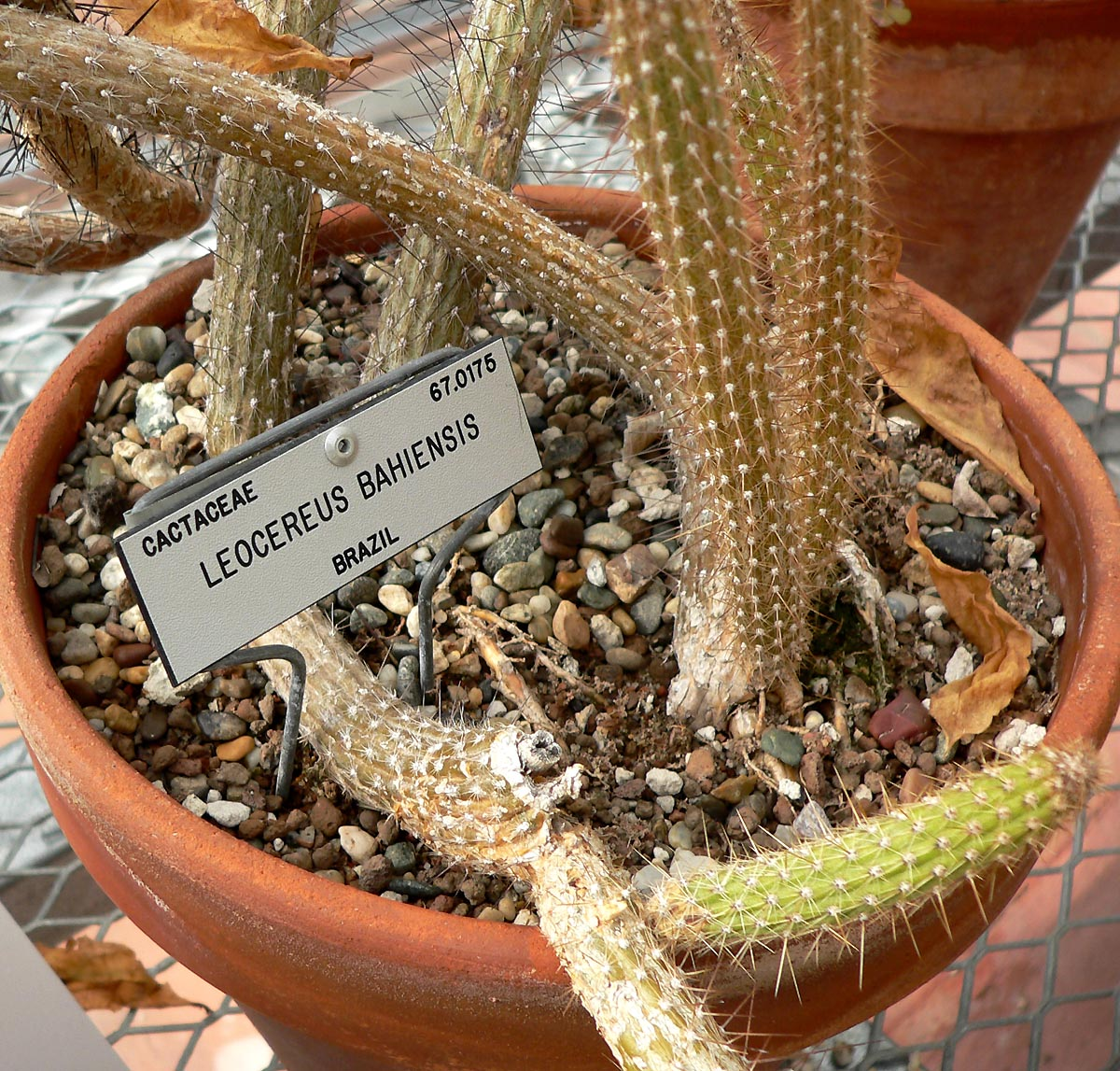
Vista de la planta

## Descripció
Leocereus bahiensis està poc ramificada en posició vertical o lleugerament estesa que aconsegueix una grandària de fins a 3 metres d'altura. La seva tiges són de color verd oliva, cilíndriques i els seus prims brots llenyosos, de fins a 2 metres de longitud i entre 1 i 2,5 cm de diàmetre. Les 10 a 19 costelles són arrodonides, contundents i baixes. Les arèoles circulars estan a 4-7 mil·límetres de distància i porten de 8 a 16 primes espines com a agulles de color groguenc a marró fosc. Les flors són blanques i tubulars, de 40-57 mm de llarg, té un diàmetre de 20 a 25 mil·límetres i estan obertes a la nit i apareixen en el vèrtex. Els fruits són vermells, esfèrics a oblongues i fan 23 a 31 mil·límetres de llarg, amb un diàmetre de 19-32 mm. Les llavors són negres brillants d'1.3 a 1.8 mil·límetres de llarg.

## Distribució i hàbitat
Aquesta espècie és endèmica del Brasil oriental, on es troba a Piauí, Badia i Mines Gerais en elevacions de 550 a 1.500 msnm. L'espècie es troba dins del Parc Nacional da Chapada Diamantina, el Parc Estadual de Morro Chapéu, Parc Nacional Boqueirão da Onça i el Parc Nacional do Rio Parnaíba.

## Taxonomia
Leocereus bahiensis va ser descrita per Britton i Rose i publicat a The Cactaceae; descriptions and illustrations of plants of the cactus family 2: 108–109, f. 160–161. 1920.
Etimologia
Leocereus: nom genèric compost de leo en honor de Antônio Pacheco Lião (1872–1931), director del Jardí Botànic de Rio de Janeiro i el sufix Cereus.
Bahia epítet geogràfic que al·ludeix a la seva localització en l'estat brasiler de Bahia.
Sinonímia
- Cereus bahiensis Britton & Rose
- Leocereus bahiensis ssp. barreirensis (Braun & Esteves) Braun & Esteves
- Leocereus bahiensis ssp. exiguospinus (Braun & Esteves) Braun & Esteves
- Leocereus bahiensis ssp. robustispinus (Braun & Esteves) Braun & Esteves
- Leocereus bahiensis ssp. urandianus F.Ritter
- Leocereus estevesii P.J.BraunLeocereus urandianus F.Ritter
- Lophocereus bahiensis Orcutt[3]